# Luszowice (Dąbrowa)
Pour l’article homonyme, voir Luszowice.
Luszowice est une localité polonaise, siège de la gmina de Radgoszcz, située dans le powiat de Dąbrowa en voïvodie de Petite-Pologne.